# 路豊永
路 豊永（みち の とよなが、生没年不詳）は、奈良時代の貴族。名は豊長とも記される。官位は従五位下・左京亮。通称は路公。

## 経歴
神護景雲3年（769年）宇佐八幡宮の神官を兼ねていた大宰府の主神（かんづかさ）・中臣習宜阿曾麻呂が宇佐八幡神の神託として、称徳天皇が寵愛していた道鏡を皇位に就かせれば天下太平になる、と上奏する。称徳天皇は神託を確認するため和気清麻呂を召して宇佐八幡宮へ赴き神託を確認するように勅した。清麻呂の出発にあたって、路豊永は道鏡の師であったが、道鏡が皇位に就くようなことがあれば、面目なくて臣下として天皇に仕えることなど到底できない、自分は殷の伯夷に倣って身を隠そうと思う旨を告げた。清麻呂は豊永の言葉を当然と思い、主君のために命令を果たす気持ちを固めて八幡宮に参宮した。結局、清麻呂は「天の日継は必ず帝の氏を継がしめむ。無道の人（道鏡）は宜しく早く掃い除くべし」との神託を朝廷に持ち帰り、道鏡が皇位に就くことは阻止された。
桓武朝の延暦10年（791年）従五位下・左京亮に叙任されている。

## 官歴
『続日本紀』による。
- 時期不詳：正六位上
- 延暦10年（791年） 正月7日：従五位下。2月14日：左京亮